# Beckett Ridge (Ohio)
Beckett Ridge es un lugar designado por el censo ubicado en el condado de Butler, Ohio, Estados Unidos. Según el censo de 2020, tiene una población de 9192 habitantes.
Se estableció como una comunidad planificada (en inglés, planned unit development, PUD) en la década de 1970. Fue el primer emprendimiento de este tipo en el condado.
Está situado a unos 35 kilómetros del centro de la ciudad de Cincinnati.

## Geografía
Está ubicado en las coordenadas 39°20′41″N 84°26′17″O / 39.34472, -84.43806. Según la Oficina del Censo de los Estados Unidos, tiene una superficie total de 12.4 km², correspondientes en su totalidad a tierra firme.

## Demografía
Según el censo de 2020, hay 9192 personas residiendo en Beckett Ridge. La densidad de población es de 741,3 hab./km². El 71.77% de los habitantes son blancos, el 10.39% son afroamericanos, el 0.21% son amerindios, el 8.71% son asiáticos, el 0.03% son isleños del Pacífico, el 1.25% son de otras razas y el 7.64% son de una mezcla de razas. Del total de la población, el 4.61% son hispanos o latinos de cualquier raza.